# Cornelis Floris de Vriendt

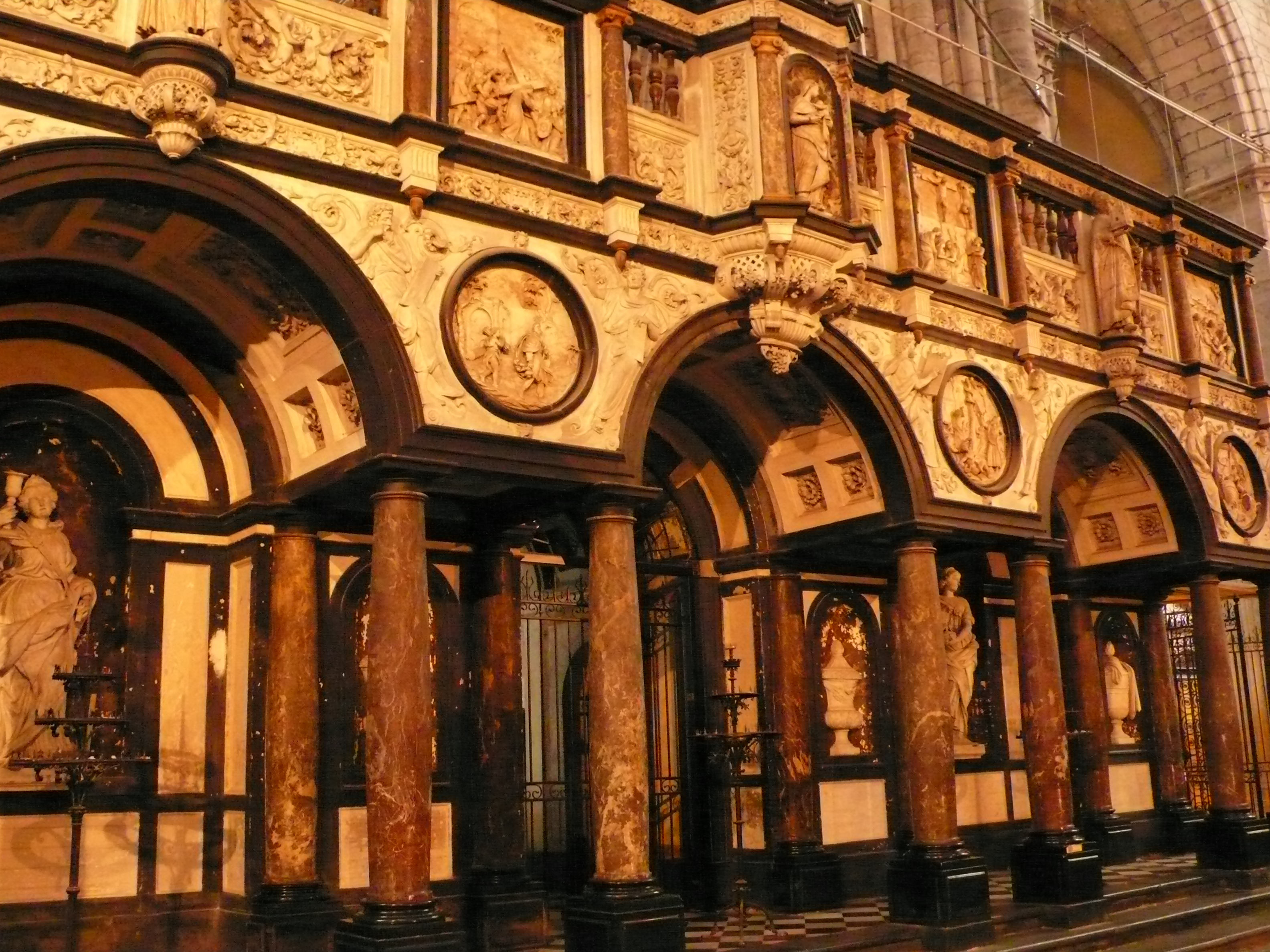
Cor de la Catedral de Tournai

Cornelis Floris de Vriendt (Anvers, 1534 - 1575), escultor, arquitecte i gravador flamenc del segle xvi.
A diferència del seu germà Frans Floris de Vriendt, Cornelis Floris de Vriendt va dedicar la seva carrera artística principalment a l'escultura i en segon terme a les realitzacions arquitectòniques, en ambdues arts va realitzar una síntesi del gòtic tardà i el renaixement.

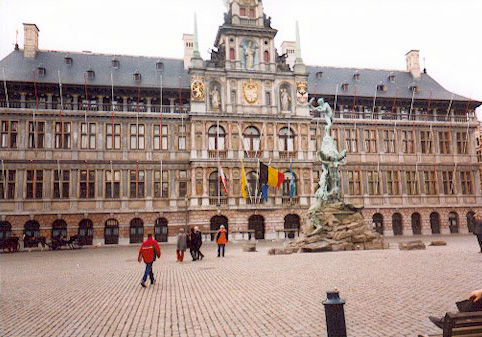
Stadhuis, o ajuntament d'Anvers

Les seves obres es troben principalment a la seva ciutat natal on es va manifestar molt apassionat per les noves tendències del renaixement italià, manifestant-ho principalment a la façana de l'Ajuntament d'Anvers realitzada entre els anys 1561 i 1565, amb el cos central resolt com un arc de triomf amb arcs de mig punt entre parells de columnes. Com escultor sobresurt a la seva producció el monumental tabernacle de Sant Leonard, a Zoutleeuw de l'any 1552, amb estàtues i relleus on s'aprecia la barreja de l'estil gòtic amb el renaixentista. Va realitzar els sepulcres dels reis de Dinamarca i els ducs de Prússia a Königsberg així com tota l'obra escultòrica del cor de la catedral de Tournai, en aquesta última obra es combina els estils de Bramante amb el d'Andrea Sansovino.